# Pracownia artysty (obraz Claude’a Moneta)
Pracownia artysty (fr. Coin d’atelier) – jeden z pierwszych obrazów Claude’a Moneta, namalowany w 1861 roku.
Obraz przedstawia stół, na którym znajdują się starannie namalowane książki, a także skrzynka z farbami i paleta. Uwagę widza przyciąga wiernie oddany efekt wilgoci na wyciśniętych z tuby farbach. Również refleksy świetlne na toczonych nogach stołu zostały namalowane bardzo realistycznie.
Martwe natury nie były ulubionym tematem artysty. Również na tym obrazie widzimy ślad malarstwa pejzażowego – ulubionego tematu Moneta, w postaci wiszącego na ścianie obrazu.